# Кукучка, Михал
Ми́хал Ку́кучка (словац. Michal Kukučka; род. 12 апреля 2002, Нове-Место-над-Вагом, Тренчинский край) — словацкий футболист, играющий на позиции голкипера. Ныне выступает за немецкий клуб «Нюрнберг».

## Карьера
Михал — уроженец Нове-Место-над-Вагом, города в западной Словакии на реке Ваг. Начинал заниматься футболом в местной команде. В 11 лет перешёл в академию «Тренчина». С сезона 2019/2020 тренировался с основной командой. Осенью 2020 года проходил просмотр в итальянской «Роме». 6 марта 2021 года дебютировал в Фортуна-лиге в поединке против трнавского «Спартака». Дебют вышел неожиданным из-за того, что основной голкипер команды Игор Шемринец сдал положительный тест на COVID-19. Михал провёл матч уверенно и смог сохранить ворота в неприкосновенности. Однако уже на следующей недели лидер словацкого футбола, «Слован», смог поразить ворота голкипера шесть раз. Всего в дебютном сезоне Михал сыграл 12 встреч, пропустил в них 25 мячей.
Сезон 2021/2022 Михал также начал основным голкипером «Тренчина».

## Статистика выступлений
| Клуб             | Сезон            | Лига             | Лига  | Лига | Кубок | Кубок | Междунар. | Междунар. | Всего | Всего |
| Клуб             | Сезон            | Лига             | Матчи | Голы | Матчи | Голы  | Матчи     | Голы      | Матчи | Голы  |
| ---------------- | ---------------- | ---------------- | ----- | ---- | ----- | ----- | --------- | --------- | ----- | ----- |
| Тренчин          | 2020/2021        | Фортуна Лига     | 12    | -25  | 2     | -3    | 0         | 0         | 14    | -28   |
| Тренчин          | 2021/2022        | Фортуна Лига     | 4     | -4   | 0     | 0     | 0         | 0         | 4     | -4    |
| Всего за карьеру | Всего за карьеру | Всего за карьеру | 16    | -29  | 0     | 0     | 0         | 0         | 18    | -32   |